# Neurachne
Neurachne, rod trava, dio podtribusa Neurachninae u tribusu Paniceae, potporodica Panicoideae. Postoji 8 priznatih vrsta, trajnice raširene po Australiji.
Latinsko ime roda dolazi od grčkog neuron (živac) i achne (pljeva), aludirajući na vanjske ljuske s mnogo živaca.

## Vrste
1. Neurachne annularis T.D.Macfarl.
2. Neurachne alopecuroides R.Br.
3. Neurachne lanigera S.T.Blake
4. Neurachne minor S.T.Blake
5. Neurachne muelleri Hack.
6. Neurachne munroi (F.Muell.) F.Muell.
7. Neurachne queenslandica S.T.Blake
8. Neurachne tenuifolia S.T.Blake